# 742. grenadirski polk (Wehrmacht)
742. grenadirski polk (izvirno nemško 742. Grenadier-Regiment; kratica 742. GR) je bil pehotni polk Heera v času druge svetovne vojne.

## Zgodovina
Polk je bil ustanovljen 15. oktobra 1942 za potrebe 702. pehotne divizije. 